# ریپلی (مجموعه تلویزیونی)
ریپلی (انگلیسی: Ripley) یک مینی‌سریال نئو-نوآر دلهره‌آور روان‌شناختی آمریکایی است که بر پایه رمان جنایی آقای ریپلی بااستعداد (۱۹۵۵) اثر پاتریشا های‌اسمیت توسط استیون زایلیان ساخته، نویسندگی و کارگردانی شده است. این سریال محدود هشت قسمتی با بازی اندرو اسکات در نقش تام ریپلی، داکوتا فانینگ در نقش مارج شروود و جانی فلین در نقش دیکی گرینلیف، نخستین مجموعه تلویزیونی اقتباس شده از رمان های‌اسمیت محسوب می شود.
ریپلی در ابتدا قرار بود در شوتایم پخش شود، اما در فوریه ۲۰۲۳ به نتفلیکس منتقل شد. این سریال در ۴ آوریل ۲۰۲۴ به نمایش درآمد و به خاطر موفقیت در فیلم‌نامه، کارگردانی، طراحی تولید، فیلمبرداری، موسیقی متن و نقش‌آفرینی‌ها، به ویژه برای ایفای نقش اسکات در نقش تام ریپلی، تحسین منتقدان را برانگیخت. ریپلی  در هفتاد و ششمین دوره جوایز امی ساعات پربیننده، در ۱۴ رشته از جمله جایزه امی ساعات پربیننده برای مجموعه تلویزیونی کوتاه برجسته و جایزه بازیگری برای اسکات و فانینگ نامزد دریافت جایزه شد و در نهایت چهار جایزه از جمله کارگردانی برجسته برای سریال‌های محدود یا فیلم برای زایلیان را به‌دست آورد.

## بازیگران

### اصلی
- اندرو اسکات در نقش تام ریپلی
- داکوتا فانینگ در نقش مارج شروود
- جانی فلین در نقش دیکی گرینلیف
- الیوت سامنر در نقش فردی مایلز
- مارگریتا بوی در نقش سیگنورینا بافی
- مائوریتزیو لومباردی در نقش بازرس پیترو راوینی

### مهمان
- کنت لونرگان در نقش هربرت گرینلیف
- ان کیوسک در نقش امیلی گرینلیف
- بوکیم وودبین
- ویتوریو ویویانی
- لوئیس هوفمان
- فیشر استیونس
- جان مالکوویچ